# Rio de Loba
Rio de Loba es una freguesia portuguesa del concelho de Viseu, con 15,74 km² de superficie y 8.407 habitantes (2001). Su densidad de población es de 534,1 hab/km².